# Dinkel (Vechte)

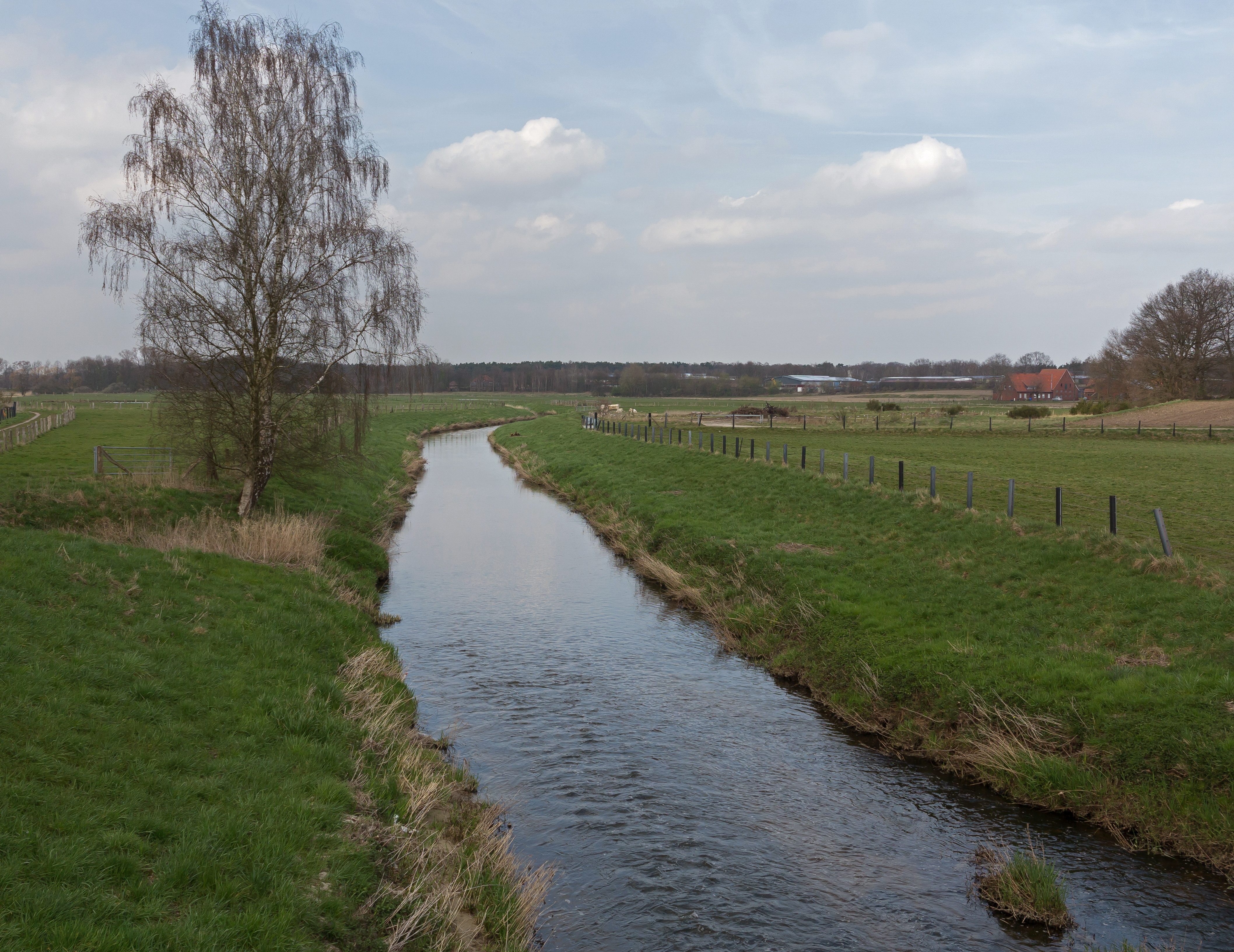
Die Dinkel bei Heek

Der Fluss Dinkel ist ein 89 km langer Zufluss der Vechte, der von Deutschland in die Niederlande und dann wieder nach Deutschland fließt. Er ist nicht identisch mit dem Bach Dinkel im Landkreis Vechta, nach dem die Stadt Dinklage benannt ist.

## Name
Bei dem Namen handelt es sich um eine l-Ableitung von germ. *þinka- ‚feucht‘.

## Geographie

### Flusslauf
Die Dinkel entspringt in Nordrhein-Westfalen im westlichen Münsterland im Kreis Coesfeld zwischen Ahaus und Coesfeld in der Gemeinde Rosendahl. Dort liegt ihre Quelle im Ortsteil Holtwick, 2 km südlich der Dorfmitte.
Aus rund 80 m Höhe fließt sie von dort aus zuerst westsüdwestlich in Richtung Gescher – wo sie für etwa 3 km die Gemeindegrenze von Rosendahl bildet – sowie zur A 31 und dann parallel zu dieser in nördlicher Richtung nach Legden und Heek. Nach Unterqueren der Bundesautobahn erreicht sie etwas weiter nordwestlich Gronau. Im Gronauer Stadtgebiet wurde sie vor allem für die Zwecke der örtlichen Textilbetriebe mehrfach begradigt. Hinter Gronau passiert die Dinkel die deutsch-niederländische Grenze, fließt unbegradigt durch eine reizende Landschaft im Gebiet der Gemeinden Losser und Denekamp und gelangt nordöstlich von Ootmarsum wieder auf deutsches Gebiet, in die Niedergrafschaft Bentheim in Niedersachsen. Am nördlichen Stadtrand von Neuenhaus mündet sie in die Vechte.
Länge
Die Dinkel ist insgesamt 96,0 km lang.
- Deutschland – 41 km in Nordrhein-Westfalen
- Niederlande – 46 km
- Deutschland – 9 km in Niedersachsen

### Einzugsgebiet
Das Einzugsgebiet der Dinkel umfasst 650 km² Fläche.

### Nebenflüsse
- Goorbach
- Glane (Glanerbeek)
- Strothbach
- Rottbach
- Schwarzbach
- Donaugraben in Nienborg

und zahlreiche kleine Bäche ohne Namensbezeichnung

### Orte
- Rosendahl Deutschland
- Gescher Deutschland
- Legden Deutschland
- Heek Deutschland
- Epe Deutschland
- Gronau Deutschland
- Losser Niederlande
- Denekamp Niederlande
- Neuenhaus Deutschland

## Kanäle
Beim niederländischen Denekamp kreuzt der Nordhorn-Almelo-Kanal in West-Ost-Richtung. Dieser Kanal wird nicht mehr für die Schifffahrt benutzt. Seine Ufer werden, vor allem auf niederländischem Staatsgebiet, als Naturgebiet (ökologischer Verbindungsstreifen) entwickelt.